# Cantó d'Aytré
El cantó d'Aytré és un cantó francès del departament del Charente Marítim, al districte de La Rochelle. Compta amb tres comunes: Angoulins, Châtelaillon-Plage i Aytré; i aquesta darrera és el cap.
| Data d'elecció                           | Identitat          | Partit | Qualitat |
| ---------------------------------------- | ------------------ | ------ | -------- |
| 1985-1988                                | Léon Belly         | PCF    |          |
| 1988-2002                                | Jean-Louis Léonard | RPR    |          |
| 2002-                                    | Stéphane Villain   | PRG    |          |
| les dades anteriors no són pas conegudes |                    |        |          |
|                                          |                    |        |          |

## Demografia
| A partir de 1990: Població sense dobles comptes |